# Jaume Solà i Seriol
Jaume Solà i Seriol (Badalona, 1845-1880) va ser un religiós i historiador local català.
Els seus pares van ser Nicolau Solà i Sayol, corder, i Josepa Seriol i Escolà. El seu avi patern havia estat espardenyer. Es va formar al seminari de Barcelona. Fou ordenat sacerdot a Girona, però va celebrar la seva primera missa a la parròquia de Santa Maria de Badalona. També es llicencià en Filosofia i Lletres el 1877, i treballà com a mestre a l'escola del seu germà Josep. Fou delegat a Badalona de l'Associació d'Excursions Catalanes. Es dedicà també a l'escriptura, especialment sobre temàtiques de Badalona. Una de les seves obres més destacades fou Millores de Badalona, que obtingué un premi de l'Ajuntament de Badalona en el certamen organitzat pel setmanari El Eco de Badalona el 1880. En aquesta publicació també publicà periòdicament una història de Badalona. Així mateix, fou l'autor del plànol de la vila de Badalona de 1878.